# Patinatge artístic als Jocs Olímpics d'hivern de 2018 - Parelles
La competició per parelles de patinatge artístic sobre gel dels Jocs Olímpics d'Hivern de 2018 va ser celebrada els dies 14 i 15 de febrer de 2018 al Gangneung Ice Arena, a Gangneung (Corea del Sud). El programa curt va ser disputat el 14 de febrer i el programa lliure el 15 de febrer.

## Resum
Els alemanys Aljona Savchenko i Bruno Massot van convertir-se en els campions Olímpics després d'establir un rècord mundial de puntuació del programa lliure. Els xinesos Sui Wenjing i Han Cong, després del programa curt, van liderar la classificació, però durant el programa lliure van cometre errors que els van fer quedar segons en la classificació general, només 0.43 punts per darrere de Savchenko i Massot. Els canadencs Meagan Duhamel i Eric Radford van emportar-se la medalla de bronze. Aquesta va ser la segona vegada des de 1964 que una parella soviètica o russa no aconseguia cap medalla.
Els jutges xinesos Chen Weiguang i Huang Feng van ser investigats per la International Skating Union (ISU) i expulsats durant dos i un any, respectivament, per manipulació de puntuacions, en concret, per jutjar en favor de les parelles xineses.

## Classificació
Un total de 22 equips es van classificar-se per competir, amb cada país podent presentar un màxim de tres equips. Originalment, només hi havia 20 posicions disponibles, però a causa de la invitació de Corea del Nord i Corea del Sud, el número va pujar a 22. 16 posicions van ser repartides durant el Campionat del Món de 2017. Les 4 posicions restants es van repartir durant el Trofeu Nebelhorn de 2017. Cada país decidia quins equips presentava i els atletes que guanyaven no tenien assegurat el dret de competir. Als competidors de Corea del Sud els van donar una posició extra després que no es poguessin classificar a través del Campionat del Món ni del Trofeu de Nebelhorn. Corea del Nord, tot i haver-se classificat al Trofeu de Nebelhorn, el país no va registrar els seus atletes a temps. Tot i això, després que el país acceptés participar en els Jocs, el Comitè Olímpic Internacional (COI) va permetre que la parella competís. Tots els equips necessitaven aconseguir una puntuació mínima en els elements. Pel ball curt, aquesta era de 20.00 punts i pel ball lliure era de 36.00.

## Horaris
| Indica una cerimònia de medalles. |

| Data         | Hora  | Hora | Programa      |
| Data         | KST   | CET  | Programa      |
| ------------ | ----- | ---- | ------------- |
| 14 de febrer | 10:00 | 3:00 | Programa curt |
| 15 de febrer | 10:30 | 3:30 | Ball lliure   |

## Resultats

### Programa curt
La competició del programa curt es va disputar el 14 de febrer.
| Pos.                              | Nom                                        | País                       | TSS   | TES   | PCS   | SS   | TR   | PE   | CH   | IN   | Ded   | Stn |
| --------------------------------- | ------------------------------------------ | -------------------------- | ----- | ----- | ----- | ---- | ---- | ---- | ---- | ---- | ----- | --- |
| 1                                 | Sui Wenjing / Han Cong                     | Xina                       | 82.39 | 44.49 | 37.90 | 9.36 | 9.32 | 9.61 | 9.50 | 9.57 | 0.00  | 17  |
| 2                                 | Evgenia Tarasova / Vladimir Morozov        | Atletes Olímpics de Rússia | 81.68 | 43.97 | 37.71 | 9.46 | 9.25 | 9.54 | 9.50 | 9.39 | 0.00  | 22  |
| 3                                 | Meagan Duhamel / Eric Radford              | Canadà                     | 76.82 | 41.26 | 35.56 | 8.89 | 8.64 | 8.89 | 9.00 | 9.04 | 0.00  | 19  |
| 4                                 | Aljona Savchenko / Bruno Massot            | Alemanya                   | 76.59 | 39.16 | 37.43 | 9.29 | 9.18 | 9.32 | 9.46 | 9.54 | 0.00  | 21  |
| 5                                 | Yu Xiaoyu / Zhang Hao                      | Xina                       | 75.58 | 42.10 | 33.48 | 8.39 | 8.29 | 8.46 | 8.50 | 8.21 | 0.00  | 12  |
| 6                                 | Vanessa James / Morgan Ciprès              | França                     | 75.34 | 40.67 | 34.67 | 8.64 | 8.43 | 8.89 | 8.68 | 8.71 | 0.00  | 15  |
| 7                                 | Valentina Marchei / Ondřej Hotárek         | Itàlia                     | 74.50 | 40.36 | 34.14 | 8.32 | 8.29 | 8.68 | 8.68 | 8.71 | 0.00  | 18  |
| 8                                 | Natalia Zabiiako / Alexander Enbert        | Atletes Olímpics de Rússia | 74.35 | 40.13 | 34.22 | 8.68 | 8.25 | 8.64 | 8.57 | 8.64 | 0.00  | 20  |
| 9                                 | Nicole Della Monica / Matteo Guarise       | Itàlia                     | 74.00 | 40.41 | 33.59 | 8.43 | 8.25 | 8.46 | 8.46 | 8.39 | 0.00  | 16  |
| 10                                | Kristina Astakhova / Alexei Rogonov        | Atletes Olímpics de Rússia | 70.52 | 38.93 | 31.59 | 7.89 | 7.71 | 8.00 | 7.96 | 7.93 | 0.00  | 7   |
| 11                                | Ryom Tae-ok / Kim Ju-sik                   | Corea del Nord             | 69.40 | 38.79 | 30.61 | 7.61 | 7.36 | 7.86 | 7.71 | 7.71 | 0.00  | 10  |
| 12                                | Julianne Séguin / Charlie Bilodeau         | Canadà                     | 67.52 | 35.63 | 31.89 | 7.96 | 7.79 | 8.04 | 8.04 | 8.04 | 0.00  | 14  |
| 13                                | Kirsten Moore-Towers / Michael Marinaro    | Canadà                     | 65.68 | 34.46 | 31.22 | 7.89 | 7.64 | 7.68 | 7.96 | 7.86 | 0.00  | 11  |
| 14                                | Alexa Scimeca Knierim / Chris Knierim      | Estats Units               | 65.55 | 34.18 | 31.37 | 7.96 | 7.54 | 7.82 | 7.89 | 8.00 | 0.00  | 13  |
| 15                                | Anna Dušková / Martin Bidař                | Txèquia                    | 63.25 | 34.62 | 28.63 | 7.18 | 7.04 | 7.11 | 7.29 | 7.18 | 0.00  | 6   |
| 16                                | Annika Hocke / Ruben Blommaert             | Alemanya                   | 63.04 | 34.61 | 28.43 | 7.11 | 6.96 | 7.18 | 7.11 | 7.18 | 0.00  | 8   |
| No van avançar al programa lliure |                                            |                            |       |       |       |      |      |      |      |      |       |     |
| 17                                | Peng Cheng / Jin Yang                      | Xina                       | 62.61 | 33.50 | 30.11 | 7.64 | 7.46 | 7.50 | 7.61 | 7.43 | –1.00 | 9   |
| 18                                | Ekaterina Alexandrovskaya / Harley Windsor | Austràlia                  | 61.55 | 34.70 | 26.85 | 7.00 | 6.64 | 6.75 | 6.71 | 6.46 | 0.00  | 2   |
| 19                                | Paige Conners / Evgeni Krasnopolski        | Israel                     | 60.35 | 34.26 | 26.09 | 6.54 | 6.32 | 6.68 | 6.57 | 6.50 | 0.00  | 4   |
| 20                                | Miriam Ziegler / Severin Kiefer            | Àustria                    | 58.80 | 31.71 | 28.09 | 7.07 | 6.93 | 6.96 | 7.07 | 7.07 | –1.00 | 5   |
| 21                                | Miu Suzaki / Ryuichi Kihara                | Japó                       | 57.74 | 32.89 | 24.85 | 6.39 | 5.96 | 6.29 | 6.25 | 6.18 | 0.00  | 3   |
| 22                                | Kim Kyu-eun / Alex Kang-chan Kam           | Corea del Sud              | 42.93 | 21.04 | 22.89 | 6.04 | 5.54 | 5.57 | 5.79 | 5.68 | –1.00 | 1   |

### Programa lliure
La competició del programa curt es va disputar el 15 de febrer.
| Pos. | Nom                                     | País                       | TSS       | TES   | PCS   | SS   | TR   | PE   | CH   | IN   | Ded   | Stn |
| ---- | --------------------------------------- | -------------------------- | --------- | ----- | ----- | ---- | ---- | ---- | ---- | ---- | ----- | --- |
| 1    | Aljona Savchenko / Bruno Massot         | Alemanya                   | 159.31 WR | 82.07 | 77.24 | 9.57 | 9.46 | 9.82 | 9.64 | 9.79 | 0.00  | 13  |
| 2    | Meagan Duhamel / Eric Radford           | Canadà                     | 153.33    | 79.86 | 73.47 | 9.21 | 9.04 | 9.32 | 9.21 | 9.14 | 0.00  | 14  |
| 3    | Sui Wenjing / Han Cong                  | Xina                       | 153.08    | 76.29 | 76.79 | 9.57 | 9.46 | 9.54 | 9.71 | 9.71 | 0.00  | 15  |
| 4    | Evgenia Tarasova / Vladimir Morozov     | Atletes Olímpics de Rússia | 143.25    | 70.08 | 74.17 | 9.54 | 9.18 | 9.14 | 9.32 | 9.18 | –1.00 | 16  |
| 5    | Vanessa James / Morgan Ciprès           | França                     | 143.19    | 71.59 | 71.60 | 8.96 | 8.82 | 8.93 | 9.04 | 9.00 | 0.00  | 11  |
| 6    | Valentina Marchei / Ondřej Hotárek      | Itàlia                     | 142.09    | 73.94 | 68.15 | 8.39 | 8.32 | 8.64 | 8.57 | 8.68 | 0.00  | 9   |
| 7    | Natalia Zabiiako / Alexander Enbert     | Atletes Olímpics de Rússia | 138.53    | 70.36 | 68.17 | 8.54 | 8.25 | 8.57 | 8.61 | 8.64 | 0.00  | 10  |
| 8    | Julianne Séguin / Charlie Bilodeau      | Canadà                     | 136.50    | 71.28 | 65.22 | 8.11 | 7.93 | 8.25 | 8.18 | 8.29 | 0.00  | 5   |
| 9    | Kirsten Moore-Towers / Michael Marinaro | Canadà                     | 132.43    | 70.42 | 62.01 | 7.82 | 7.50 | 7.86 | 7.79 | 7.79 | 0.00  | 1   |
| 10   | Nicole Della Monica / Matteo Guarise    | Itàlia                     | 128.74    | 64.60 | 65.14 | 8.18 | 8.00 | 8.07 | 8.25 | 8.21 | –1.00 | 7   |
| 11   | Yu Xiaoyu / Zhang Hao                   | Xina                       | 128.52    | 62.98 | 67.54 | 8.68 | 8.43 | 8.21 | 8.57 | 8.32 | –2.00 | 12  |
| 12   | Ryom Tae-ok / Kim Ju-sik                | Corea del Nord             | 124.23    | 63.65 | 60.58 | 7.68 | 7.29 | 7.71 | 7.61 | 7.57 | 0.00  | 6   |
| 13   | Kristina Astakhova / Alexei Rogonov     | Atletes Olímpics de Rússia | 123.93    | 62.17 | 63.76 | 8.04 | 7.82 | 7.71 | 8.21 | 8.07 | –2.00 | 8   |
| 14   | Anna Dušková / Martin Bidař             | Txèquia                    | 123.08    | 64.34 | 58.74 | 7.43 | 7.39 | 7.21 | 7.36 | 7.32 | 0.00  | 3   |
| 15   | Alexa Scimeca Knierim / Chris Knierim   | Estats Units               | 120.27    | 60.57 | 60.70 | 7.68 | 7.54 | 7.43 | 7.75 | 7.54 | –1.00 | 2   |
| 16   | Annika Hocke / Ruben Blommaert          | Alemanya                   | 108.94    | 53.79 | 55.15 | 6.93 | 6.82 | 6.79 | 7.00 | 6.93 | 0.00  | 4   |

Notes
WR - Rècord mundial

### Total
Els patinadors van classificar-se segons la seva puntuació total.
| Pos.                              | Nom                                        | País                       | Punt. total | SP    | SP | FS     | FS |
| --------------------------------- | ------------------------------------------ | -------------------------- | ----------- | ----- | -- | ------ | -- |
| 01 !                              | Aljona Savchenko / Bruno Massot            | Alemanya                   | 235.90      | 76.59 | 4  | 159.31 | 1  |
| 02 !                              | Sui Wenjing / Han Cong                     | Xina                       | 235.47      | 82.39 | 1  | 153.08 | 3  |
| 03 !                              | Meagan Duhamel / Eric Radford              | Canadà                     | 230.15      | 76.82 | 3  | 153.33 | 2  |
| 4                                 | Evgenia Tarasova / Vladimir Morozov        | Atletes Olímpics de Rússia | 224.93      | 81.68 | 2  | 143.25 | 4  |
| 5                                 | Vanessa James / Morgan Ciprès              | França                     | 218.53      | 75.34 | 6  | 143.19 | 5  |
| 6                                 | Valentina Marchei / Ondřej Hotárek         | Itàlia                     | 216.59      | 74.50 | 7  | 142.09 | 6  |
| 7                                 | Natalia Zabiiako]/ Alexander Enbert        | Atletes Olímpics de Rússia | 212.88      | 74.35 | 8  | 138.53 | 7  |
| 8                                 | Yu Xiaoyu / Zhang Hao                      | Xina                       | 204.10      | 75.58 | 5  | 128.52 | 11 |
| 9                                 | Julianne Séguin / Charlie Bilodeau         | Canadà                     | 204.02      | 67.52 | 12 | 136.50 | 8  |
| 10                                | Nicole Della Monica / Matteo Guarise       | Itàlia                     | 202.74      | 74.00 | 9  | 128.74 | 10 |
| 11                                | Kirsten Moore-Towers / Michael Marinaro    | Canadà                     | 198.11      | 65.68 | 13 | 132.43 | 9  |
| 12                                | Kristina Astakhova / Alexei Rogonov        | Atletes Olímpics de Rússia | 194.45      | 70.52 | 10 | 123.93 | 13 |
| 13                                | Ryom Tae-ok / Kim Ju-sik                   | Corea del Nord             | 193.63      | 69.40 | 11 | 124.23 | 12 |
| 14                                | Anna Dušková / Martin Bidař                | Txèquia                    | 186.33      | 63.25 | 15 | 123.08 | 14 |
| 15                                | Alexa Scimeca Knierim / Chris Knierim      | Estats Units               | 185.82      | 65.55 | 14 | 120.27 | 15 |
| 16                                | Annika Hocke / Ruben Blommaert             | Alemanya                   | 171.98      | 63.04 | 16 | 108.94 | 16 |
| No van avançar al programa lliure |                                            |                            |             |       |    |        |    |
| 17                                | Peng Cheng / Jin Yang                      | Xina                       | —           | 62.61 | 17 | —      | —  |
| 18                                | Ekaterina Alexandrovskaya / Harley Windsor | Austràlia                  | —           | 61.55 | 18 | —      | —  |
| 19                                | Paige Conners / Evgeni Krasnopolski        | Israel                     | —           | 60.35 | 19 | —      | —  |
| 20                                | Miriam Ziegler / Severin Kiefer            | Àustria                    | —           | 58.80 | 20 | —      | —  |
| 21                                | Miu Suzaki / Ryuichi Kihara                | Japó                       | —           | 57.74 | 21 | —      | —  |
| 22                                | Kim Kyu-eun / Alex Kang-chan Kam           | Corea del Sud              | —           | 42.93 | 22 | —      | —  |